# 오오쿠 (2010년 영화)
『오오쿠』(일본어: 大奥 おおおく[*])는 2010년 10월 1일에 개봉한 일본 영화이다.

## 캐스팅
스토리, 등장인물의 자세한 설명은 <오오쿠 (만화)>를 참조

### 주요 인물
- 미즈노 유노신 - 니노미야 카즈나리
- 도쿠가와 요시무네 - 시바사키 코우
- 오노부 - 호리키타 마키
- 츠루오카 - 오오쿠라 타다요시
- 카키조에 - 나카무라 아오이
- 마츠시마 - 타마키 히로시 (특별출연)
- 미즈노 요리노부 - 바이쇼 미츠코 (유노신의 어머니)
- 미즈노의 아버지 - 타케와키 무가
- 카노 히사미치 - 와쿠이 에미
- 스기시타 - 아베 사다오
- 후지나미 - 사사키 쿠라노스케

### 그 외 인물
- 세가와 - 호소다 요시히코
- 시라카와 - 타케자이 테루노스케
- 카시와기 - 마츠시마 쇼타
- 소에지마 - 무로츠요시
- 야마모토 - 사키모토 히로미
- 이시즈카 - 미카미 마사시
- 사부로자 - 카네코 노부아키
- 미즈노 시노 - 시라하네 유리
- 미타무라 - 타노우에 코키치
- 야에 - 시시도 미와코
- 오토기보즈 - 아사노 카즈유키
- 오오오카 타다스케 (에치젠) - 이타야 유카
- 마나베 아키후사 - 키쿠카와 레이
- 무라세 목소리 - 오오타키 히데지

## 제작

### 기획ㆍ제작
영화화 이야기는 5년여 전부터 진행되었다. 당시에는 원작 코믹이 1권밖에 발매되지 않았는데, 이 영화도 당연히 1권의 영상화가 되었다.
영화 기획 단계였던 5년전부터 기획서에 요시무네 역으로는 시바사키 코우의 이름이 있었다. 원작자인 요시나가 후미 본인도 당시부터 시바사키를 원했고, 스태프와 원작자의 생각이 5년이 지나서야 실현되는 형태가 되었다. 감독은 "속편을 한다면 꼭 니노미야씨, 시바사키씨로"라고 말했다.
영화 기획은 아스믹 에이스와 쇼치쿠에 의한 것이지만, 촬영에 있어서는 토에이 교토 촬영소가 회사 테두리를 초월한 전면적인 협력을 해, 스튜디오나 연기 지도 등을 제공했고, 로케이션 장소로는 니죠성, 니시혼간지, 닌나지, 쇼렌인몬제키, 미이데라 등 세계유산이나 국보의 건조물에서의 촬영이 가능했다. 원래는 수도권에서 촬영할 예정이었던 캐스트와 스탭도 촬영 시작 2개월 반 전에 교토로 이동하기로 결정하고, 위클리 맨션에 머물며 제작 했다. 이러한 협력체제가 생긴 배경에는 제작 당시 교토에서 촬영되는 사극 감소에 대한 위기감이 자리잡고 있어, 일본 영화계 전체에서 사극 기술 계승을 이어가자는 발상이 깔려있었기 때문이다.
예매권 1탄은 5월 1일 발매되었는데 하루만에 거의 매진되었다. 제2탄은 5월 15일에 발매했고, 8월 28일에는 <오오쿠 공식 가이드북-오오쿠 세견>이 만화책 6권과 동시에 발매되었다.

### 스탭
- 감독 : 카네코 후미노리
- 각본 : 타카하시 나츠코
- 음악 : 무라마츠 타카츠구
- 주제가 : 아라시 - Dear Snow (J Storm)
- 이그제큐티브 프로듀서 : 테시마 마사오, 하마나 카즈야
- 프로듀서 : 아라키 미야코, 이소야마 아키
- 어소시에이트 프로듀서 : 와타나베 케이스케
- 촬영 : 키쿠무라 토쿠쇼
- 조명 : 오사다 타츠야
- 녹음 : 야마가타 히로시
- 미술 : 하나타니 히데후미
- 장식 : 야마시타 노부히로
- 의상 디자인 : 오가와 쿠미코
- 헤어 메이크업 : 후지이 유미코
- 꽃장식 : 요코이 코엔
- 편집 : 마츠오 시게키
- 조감독 : 후지에 요시마사
- 조감보 : 시바자키 히로키
- 스크립터 : 코보 미유키
- 제작담당 : 야마모토 레이지
- VFX 슈퍼바이저 : 코사카 카즈요리
- 미술 프로듀서 : 타케무라 야스히토
- 음악 프로듀서 : 시다 히로히데
- 라인 프로듀서 : 스즈키 요시히로
- 기획ㆍ제작 : 아스믹 에이스, TBS테레비
- 제작협력 : 이미지필드
- 제작 : 남녀역전 「오오쿠」 제작위원회 (아스믹 에이스, TBS테레비, 제이스톰, 쇼치쿠, 마이니치 방송, 하쿠센샤, 덴츠, 츄부니혼방송, RKB마이니치방송, 야후 재팬)
- 배급 : 쇼치쿠, 아스믹 에이스

## 개봉
2010년 10월 1,2,3일 처음 3일간의 흥행 수익은 4억 6515만 8500엔, 관객수는 39만 5703명 (토,일 성적은 흥행 수익 2억 9740만 900엔, 관객수 23만 738명)으로, 영화 관객 동원 랭킹 (흥행통신사 조사)에서 첫 등장 2위가 되었다.
2011년 4월 15일에는 DVD, 블루레이로 발매되었다. 이 때, 2006년에 공개된 토에이ㆍ후지TV 제작 영화 「오오쿠」와의 혼동을 피하기 위해, 판매 사정상 DVD 및 블루레이의 상품명은 타이틀에 "남녀 역전"이라고 병기된 것이다. 다만 작품 명 자체는 영화 개봉 때와 다르지 않고 상품 자체에는 병기돼 있지 않다.
2011년에는 호주에서 개최된 제 15회 일본영화제에서 "The Lady Shogun and Her Men"의 제목으로 11월 20일 시드니, 12월 6일 멜버른에서 상영되었다.
2012년 10월 3일, TV드라마판의 방송 개시에 맞춰 TBS TV에서 지상파에서 첫 방송되었다. 시청률은 10.3%가 나왔다.

## 수상
- 제 34회 일본 아카데미상 우수미술상 - 하나타니 히데후미